# Рецина

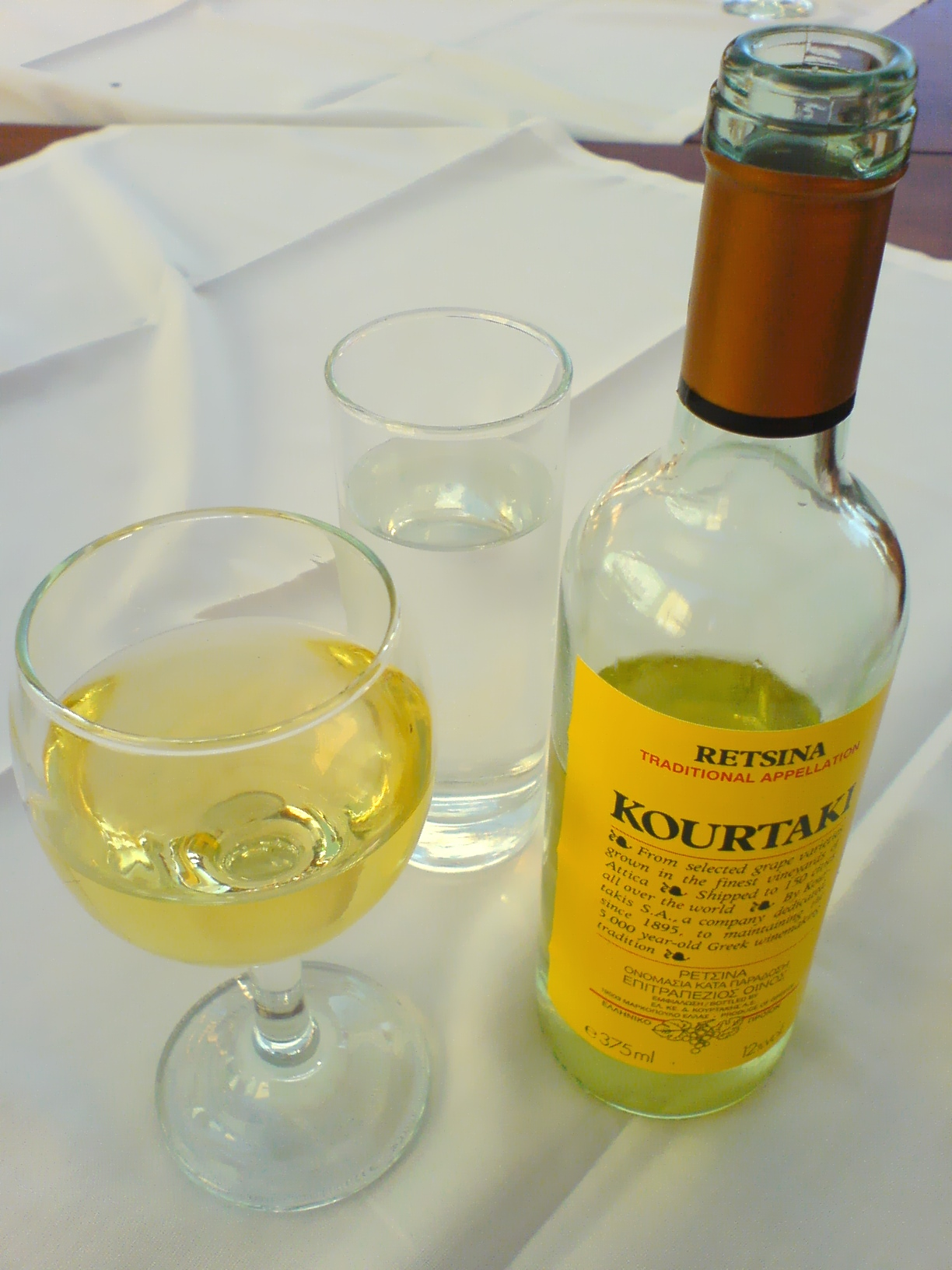

Реци́на (грец. Ρετσίνα) — найвідоміше і найстародавніше грецьке вино. На сьогодні це єдине вино, що має сильний аромат і присмак смоли (рецина в перекладі з грецької — смола).
Назва пов'язана із стародавньою традицією герметично закупорювати амфори з вином сумішшю гіпсу і смоли. Так вино довше зберігалося і вбирало запах смоли. У наш час[коли?] смолу спеціально додають у це вино на стадії бродіння. Рецина не входить до категорії вин. Це білий або рожевий напій міцністю 11,5% для повсякденного вживання. П'ється охолодженим, подається до закусок.